# Campeonato de España de Ciclismo en Ruta 1958
El LVII Campeonato de España de Ciclismo en Ruta se disputó en Madrid el 16 de junio de 1958 en formato de contrarreloj.   
El ganador fue Federico Martín Bahamontes que se impuso tanto en la prueba de contrarreloj. Salvador Botella y Jesús Loroño completaron el podio.  

## Clasificación final
| Pos. | Ciclista                   | Equipo             | Tiempo    |
| ---- | -------------------------- | ------------------ | --------- |
| 1.   | Federico Martín Bahamontes | Faema              | 2h 20'39" |
| 2.   | Salvador Botella           | Faema              | a 2'53"   |
| 3.   | Jesús Loroño               | Faema              | a 3'10"   |
| 4.   | Jesús Galdeano             | Faema              | a 5'47"   |
| 5.   | Miguel Poblet              | Ignis              | a 6'49"   |
| 6.   | Francisco Moreno Martínez  | Faema              | a 7'44"   |
| 7.   | Miguel Bover               | Licor 43           | a 7'59"   |
| 8.   | Antonio Suárez             | Licor 43           | a 8'38"   |
| 9.   | René Marigil               | Lube               | a 9'08"   |
| 10.  | Andrés Trobat              | Mobylette Coabania | a 10'00"  |